# پایگاه هوایی جمال عبدالناصر
پایگاه هوایی جمال عبدالناصر (به انگلیسی: Gamal Abdul El Nasser Air Base) یک فرودگاه نظامی است که یک باند فرود آسفالت دارد و طول باند آن ۹۸۹۵ متر است. این فرودگاه در کشور لیبی قرار دارد و در ارتفاع ۱۵۸ متری از سطح دریا واقع شده‌است.